# 巨爪蜥屬
巨爪蜥屬（屬名：Megalancosaurus）是已滅絕爬行動物的一屬，生存於三疊紀晚期，化石發現於義大利北部的Preone山谷。巨爪蜥屬於鐮龍類的鐮龍科，是研究最多的鐮龍科之一。
巨爪蜥體長約25公分，體型相當小。牠們的外形類似變色龍，可能是樹棲動物。指爪具有抓握能力，前兩指可獨自運作，做出與其餘三指相對應的動作。牠們的尾巴長，為捲纏尾，尾端的數節脊椎癒合，形成奇特的勾狀物。肩膀上側有隆起部份，可能是強壯肌肉的附著點。
某些標本的趾爪也具抓握能力。因為並非全部標本都具有這種關節，因此被認為是種兩性異形特徵，某能某種性別在求偶時需要更強的抓握能力。

## 外部連結
- 巨爪蜥等...三疊紀的樹棲蜥蜴